# احمد رفیق عوض
احمد رفیق عَوَض العِبادی (۱۰ مارس ۱۹۶۰) رمان‌نویس و روزنامه‌نگار فلسطینی است. از بیست سالگی اولین داستان‌های کوتاهش را چاپ کرد، سپس در دههٔ ۱۹۹۰ به رمان‌نویسی روی آورد. پس از اخذ مدرک لیسانس در رشتهٔ علوم در سال ۱۹۸۲، علاوه بر گویندگی رادیو، روزنامه‌نگاری، به عنوان معلم، نویسنده و فعال سیاسی مشغول شد. سردبیری برخی مجلات فلسطینی را بر عهده گرفت. در دانشگاه بیرزیت و سپس در دانشگاه قدس به تدریس پرداخت.

## زندگی و پیشه
در ۱۰ مارس ۱۹۶۰ در یعبد، جنین به دنیا آمد و در آنجا تحصیل کرد. دیپلم دبیرستان خود را در سال ۱۹۷۸ از دبیرستان جنین گرفت. او در دانشگاه یرموک اردن تحصیل کرد و در سال ۱۹۸۲ لیسانس علوم گرفت. وی در سال ۱۹۸۲ دیپلم تعلیم و تربیت و روان‌شناسی را از دانشگاه یرموک گرفت.
او به عنوان معلم مشغول به کار شد، سپس به دلیل مواضعش نسبت به دولت اسرائیل به زندان افتاد و از سمت معلمی اخراج شد. تا سال ۱۹۸۶ در مدارس خصوصی کار کرد. با وقوع انتفاضه در سال ۱۹۸۷، او تا سال ۱۹۹۲ در مشاغل مختلف ساده به عنوان کارگر سیار روزانه مشغول به کار شد تا زمانی که به رام‌الله نقل مکان کرد و تا سال ۱۹۹۴ در آنجا به عنوان معلم، مترجم و روزنامه‌نگار مشغول به کار شد.
پس از برپایی تشکیلات خودگردان فلسطین، او در رأس تیمی بود که رادیو و تلویزیون فلسطین را تأسیس کرد. وی بین سال‌های ۱۹۹۴ تا ۲۰۰۴ به عنوان سردبیر، مربی، تهیه‌کننده و مجری برنامه‌های رادیویی و تلویزیونی فعالیت داشته است. از این راه در تأسیس مؤسسات فرهنگی بسیاری مشارکت داشت و همچنین به عنوان سردبیر یا دبیر بسیاری از مجلات و روزنامه‌های فلسطینی کار کرد، از جمله: «البلاد»، «المیلاد»، «المجلة الطبیة الفلسطینیة»، «الشعراء» و «دفاتر ثقافیة». او برای کار در وزارت فرهنگ فلسطین و سپس در شورای عالی آموزش و فرهنگ سازمان آزادیبخش فلسطین مشغول به کار شد. وی همچنین در آن زمان به عنوان مدرس در دانشگاه بیرزیت و سپس در دانشگاه قدس در گروه رسانه و تلویزیون مشغول به کار شد.او از سال ۲۰۰۲ تا ۲۰۰۵ به عنوان مشاور برای کانال ماهواره ای فلسطینی در رام‌الله کار کرد.
وی دیپلم عالی مدیریت رسانه را در دانمارک در سال ۱۹۹۷، مدرک کارشناسی ارشد مطالعات منطقه‌ای از دانشگاه قدس در سال ۲۰۰۶ و دکترای علوم سیاسی از دانشگاه قاهره در سال ۲۰۱۰ دریافت کرد. در کنار مقاله‌نویسی به تحلیلگری مسائل فلسطین و اسرائیل نیز می‌پردازد.

### در ادبیات
او در پانزده سالگی داستان می‌نوشت و در روزنامه‌های «الفجر» و «الشعب» و مجله «البیدر السیاسی» - ضمیمه فرهنگی - منتشر می‌کرد. او اولین داستان‌های خود را با نام مستعار در مجله «الفجر الأدبی» امضا کرد. اولین مجموعه داستان کوتاه خود را در دوران تحصیلش در اردن منتشر کرد، زمانی که در آن زمان ۲۰ ساله بود، این مجموعه داستانی با عنوان البحث عن التفاح (در جستجوی سیب) بود. اولین رمان خود را با عنوان العذراء والقرية (باکره و دهکده) در سال ۱۹۹۲ منتشر کرد.
به باور المتوکل طه او یکی از نویسندگان فلسطینی است که بیشتر به استفاده از رویداد تاریخی در رمان علاقه‌مند است. او توانسته از طریق یک متن رمان تجربی، گذشته را به حال زنده تبدیل کند. او از اشکال روایی متعددی مانند روایت بیرونی، جریان آگاهی، فانتزی و حتی فیلمنامه، گزارش و مستند تلویزیونی استفاده کرد. از این رو، عوض یکی از رمان نویسان فلسطینی است که در رویکرد به مهم‌ترین موضوع فلسطین، «از دست دادن میهن و پیامدهای آن» رویکردی نو به تاریخ روایت فلسطینی ارائه کرد.
او جوایز بسیاری از نهادهای ملی و عربی دریافت کرده است که مهم‌ترین آنها جایزه خلاقیت رمان در سال ۲۰۰۲ در امان پایتخت اردن است. همچین جوایز دیگری برده است، مانند: جایزهٔ یونسکو برای نویسندگی جوان در کشورهای حوزه مدیترانه در سال ۱۹۷۸؛ جایزه سندیکای روزنامه نگاران فلسطینی برای نگارش پژوهشی در سال ۱۹۹۶؛ جایزه طلایی اول در جشنواره رادیو و تلویزیون قاهره در سال ۱۹۹۹.

## آثار
از جمله عناوین عربی آثار ادبی وی:
- البحث عن التفاح: ۱۹۸۱
- العذراء والقرية: رمان، ۱۹۹۲
- قدرون: ۱۹۹۵
- مقامات العشاق والتجار: ۱۹۹۷
- القرمطي: رمان، ۲۰۰۱
- عكا والملوك: رمان، ۲۰۰۳
- بلاد البحر: رمان، ۲۰۰۶
- آخر القرن: رمان، ۲۰۱۴
- الصوفي والقصر: سيرة ممكنة للسيد البدوي: رمان، ۲۰۱۷
- الحياة كما ينبغي: رمان، ۲۰۲۳

دیگر آثار:
- حوار مع اسرائيلي: ۱۹۹۲
- الملك تشرشل: نمایشنامه، ۲۰۰۸
- دعامة عرش الرب: عن الدين والسياسة في اسرائيل: ۲۰۱۱
- المستوطنة السعيدة: نمایشنامه، ۲۰۱۳
- في حضرة الحبيب: القرآن والسلطان: ۲۰۱۶
- بتوقيت فلسطين: دراسات ومقالات: ۲۰۲۳

ترجمه:
- صحافة الراديو: کیم لاسون، ۱۹۹۶